# 余文瑞
余文瑞（1488年—？），字一麟，湖廣黃州府黃岡縣人，民籍，明朝政治人物。

## 生平
湖廣鄉試第五十五名舉人。正德十六年（1521年）中式辛巳科會試第二百五十三名，登第三甲第二百一十五名進士，未仕而卒。

## 家族
曾祖余懋；祖父余詢；父余本，曾任七品散官。母余氏；繼母彭氏。永感下。兄文奎、文儀、文禎、文熹。弟文詔、文泰。